# Rogojevac
Rogojevac (em cirílico: Рогојевац) é uma vila da Sérvia localizada no município de Stanovo, pertencente ao distrito de Šumadija, na região de Šumadija. A sua população era de 397 habitantes segundo o censo de 2011.

## Demografia
| 1948 | 1953 | 1961 | 1971 | 1981 | 1991 | 2002 | 2011 |
| ---- | ---- | ---- | ---- | ---- | ---- | ---- | ---- |
| 693  | 652  | 626  | 541  | 514  | 464  | 404  | 397  |